# مالیانو دی تنا
مالیانو دی تنا (به ایتالیایی: Magliano di Tenna) یک کومونه در ایتالیا است که در استان فرمو واقع شده‌است. مالیانو دی تنا ۷٫۸ کیلومتر مربع مساحت و ۱٬۳۱۲ نفر جمعیت دارد.